# Östra Eneby landskommun
Östra Eneby landskommun  var en tidigare kommun i Östergötlands län.

## Administrativ historik
När 1862 års kommunalförordningar trädde i kraft inrättades i Östra Eneby socken i Bråbo härad i Östergötland denna kommun. 20 februari 1885 inrättades här Norrköpings norra förstäders municipalsamhälle.  
1916 uppgick denna landskommun med municipalsamhället i Norrköpings stad som senare 1971 ombildades till Norrköpings kommun.